# Родийбериллий
Родийбериллий — бинарное неорганическое соединение
родия и бериллия
с формулой BeRh,
кристаллы.

## Получение
- Сплавление стехиометрических количеств чистых веществ:

{\displaystyle {\mathsf {Rh+Be\ {\xrightarrow {T}}\ BeRh}}}

## Физические свойства
Родийбериллий образует кристаллы
кубической сингонии,
пространственная группа P m3m,
параметры ячейки a = 0,2739 нм, Z = 1,
структура типа хлорида цезия CsCl
.